# Springtown (Texas)
Springtown és una població dels Estats Units a l'estat de Texas. Segons el cens del 2000 tenia 2.062 habitants.

## Demografia
Segons el cens del 2000, Springtown tenia 2.062 habitants, 773 habitatges, i 586 famílies. La densitat de població era de 288,5 habitants per km².
Dels 773 habitatges en un 37,8% hi vivien nens de menys de 18 anys, en un 60,2% hi vivien parelles casades, en un 12,3% dones solteres, i en un 24,1% no eren unitats familiars. En el 21,2% dels habitatges hi vivien persones soles l'11,6% de les quals corresponia a persones de 65 anys o més que vivien soles. El nombre mitjà de persones vivint en cada habitatge era de 2,66 i el nombre mitjà de persones que vivien en cada família era de 3,06.
Per edats la població es repartia de la següent manera: un 28,5% tenia menys de 18 anys, un 9,4% entre 18 i 24, un 28,9% entre 25 i 44, un 20,4% de 45 a 60 i un 12,8% 65 anys o més.
L'edat mediana era de 34 anys. Per cada 100 dones de 18 o més anys hi havia 86,6 homes.
La renda mediana per habitatge era de 36.432 $ i la renda mediana per família de 37.829 $. Els homes tenien una renda mediana de 31.567 $ mentre que les dones 20.938 $. La renda per capita de la població era de 14.508 $. Aproximadament el 12,6% de les famílies i el 14,8% de la població estaven per davall del llindar de pobresa.

## Poblacions més properes
El següent diagrama mostra les poblacions més properes.